# Chaux-des-Crotenay
Chaux-des-Crotenay – miejscowość i gmina we Francji, w regionie Burgundia-Franche-Comté, w departamencie Jura.
Według danych na rok 1990 gminę zamieszkiwały 362 osoby, a gęstość zaludnienia wynosiła 31 osób/km² (wśród 1786 gmin Franche-Comté Chaux-des-Crotenay plasuje się na 403. miejscu pod względem liczby ludności, natomiast pod względem powierzchni na miejscu 349).